# Vallentuna
För kommunen, se Vallentuna kommun. För andra betydelser, se Vallentuna (olika betydelser).

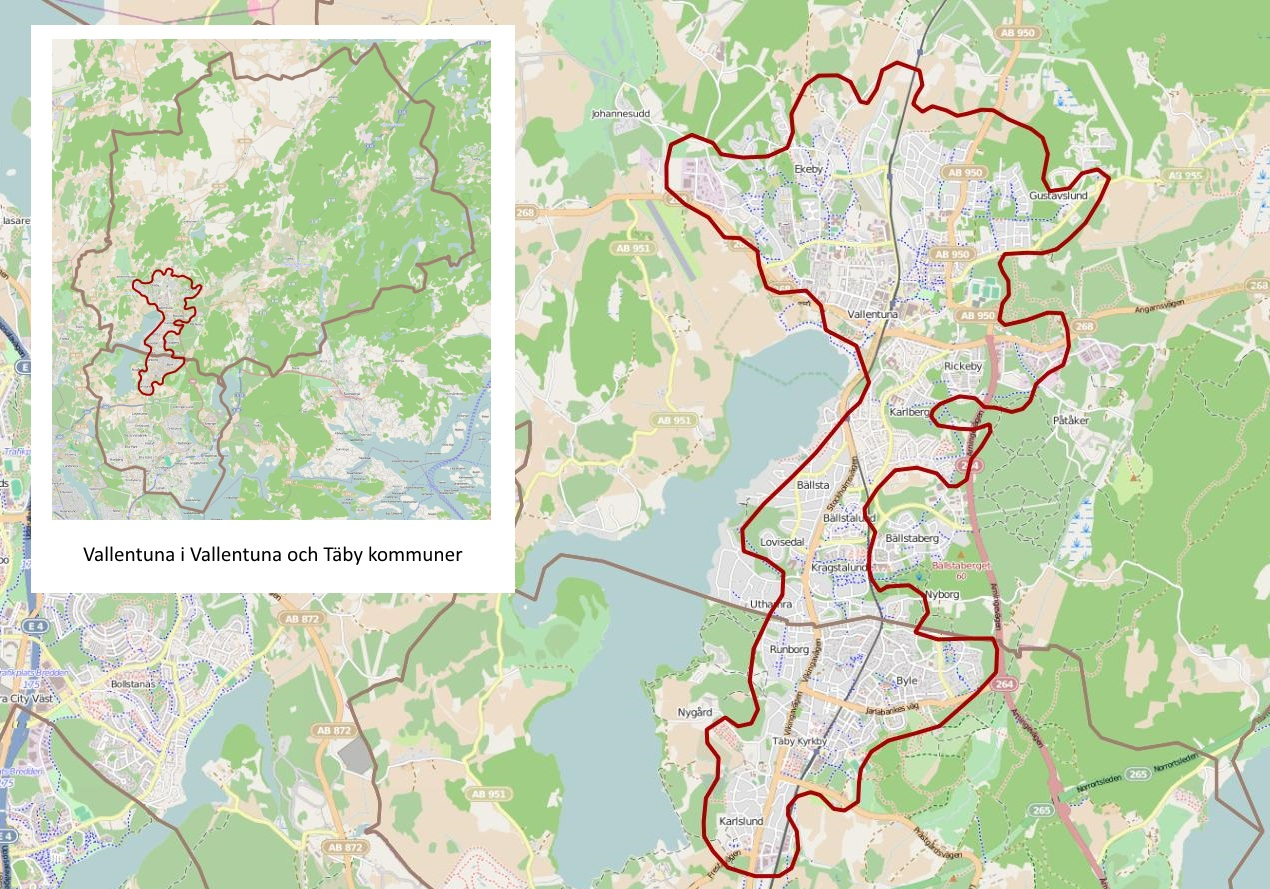
Tätorten Vallentuna 1990 i Vallentuna och Täby kommuner enligt 2010 års gränser.

Vallentuna är en kommungränsöverskridande tätort, huvudsakligen belägen i Vallentuna kommun i Stockholms län men även innefattande Täby kyrkby i Täby kommun. Vallentunadelen av tätorten utgör centralort i Vallentuna kommun och är kyrkby i Vallentuna socken.

## Utsträckning
Tätorten har vuxit fram längs Roslagsbanan, där mindre tätbebyggelser i södra delen av Vallentuna kommun och norra delen av Täby kommun successivt växt samman. Ett grönstråk från Vallentunasjön genom Karby mot Ullnasjön skiljer ännu tätorten Vallentuna från Täby (som ingår i tätorten Stockholm) i söder. I norr går tätorten upp till Ormsta.

### Indelningar
Postorterna följer i princip kommungränsen med postort Vallentuna i norra delen och postort Täby i södra delen av tätorten.
Hela tätorten (inklusive Täby kyrkby) ingick fram till 1992 i riktnummerområdet Vallentuna (0762). Därefter ingår tätorten i riktnummerområde Stockholm (08).

## Historia
En av de första skolorna, Veda skola, togs i bruk redan 1884 och kallades då Ubby skola.
På 1930- och 1940-talen fanns i kommunen bland annat folkskolorna Röda Skolan, Vita skolan och Hjälmstaskolan. I centralorten fanns även två tegelbruk, ett antal mataffärer och lanthandlare, ett stationshus med servering, en polisstation, en biograf med mera.
Vallentuna påverkades endast måttligt av andra världskriget. Ortsborna gjorde värnplikt, handlade med ransoneringskort och sysslade med insamlingar. Ordinarie inkomstkällor sinade och antalet som sökte hjälp vid familjebidragsnämnden ökade. Det lantliga läget gjorde bristen på ved och mat lindrigare än i Stockholm. Närheten till Stockholm gjorde sig påmind när man ombads bereda sig att ta om hand stockholmare vid en eventuell utrymning av staden. Kommunens administration påverkades genom att en rad nya nämnder bildades.
1944 hade det som i dag är Vallentuna tätort 2 300 invånare och 1952 hade det 5 869 invånare.

### Befolkningsutveckling
| Befolkningsutvecklingen i Vallentuna 1950–2020 | Befolkningsutvecklingen i Vallentuna 1950–2020 | Befolkningsutvecklingen i Vallentuna 1950–2020 | Befolkningsutvecklingen i Vallentuna 1950–2020 | Befolkningsutvecklingen i Vallentuna 1950–2020 |
| ---------------------------------------------- | ---------------------------------------------- | ---------------------------------------------- | ---------------------------------------------- | ---------------------------------------------- |
|                                                |                                                |                                                |                                                |                                                |
| År                                             |                                                |                                                | Folkmängd                                      | Areal (ha)                                     |
| 1950                                           | 1950                                           |                                                | 1 642                                          |                                                |
| 1960                                           | 1960                                           |                                                | 3 516                                          | 561                                            |
| 1965                                           | 1965                                           |                                                | 5 250                                          | 569                                            |
| 1970                                           | 1970                                           |                                                | 8 823                                          |                                                |
| 1975                                           | 1975                                           |                                                | 10 477                                         |                                                |
| 1980                                           | 1980                                           |                                                | 18 435                                         |                                                |
| 1990                                           | 1990                                           |                                                | 22 745                                         | 1 304                                          |
| 1995                                           | 1995                                           |                                                | 23 727                                         | 1 326                                          |
| 2000                                           | 2000                                           |                                                | 24 755                                         | 1 334                                          |
| 2005                                           | 2005                                           |                                                | 26 500                                         | 1 357                                          |
| 2010                                           | 2010                                           |                                                | 29 519                                         | 1 596                                          |
| 2015                                           | 2015                                           |                                                | 31 937                                         | 1 700                                          |
| 2018                                           | 2018                                           |                                                | 32 847                                         | 1 756                                          |
| 2020                                           | 2020                                           |                                                | 33 336                                         | 1 771                                          |
| Anm.: Sammanvuxen med Täby station 1980        |                                                |                                                |                                                |                                                |

## Bostadsområden i tätorten

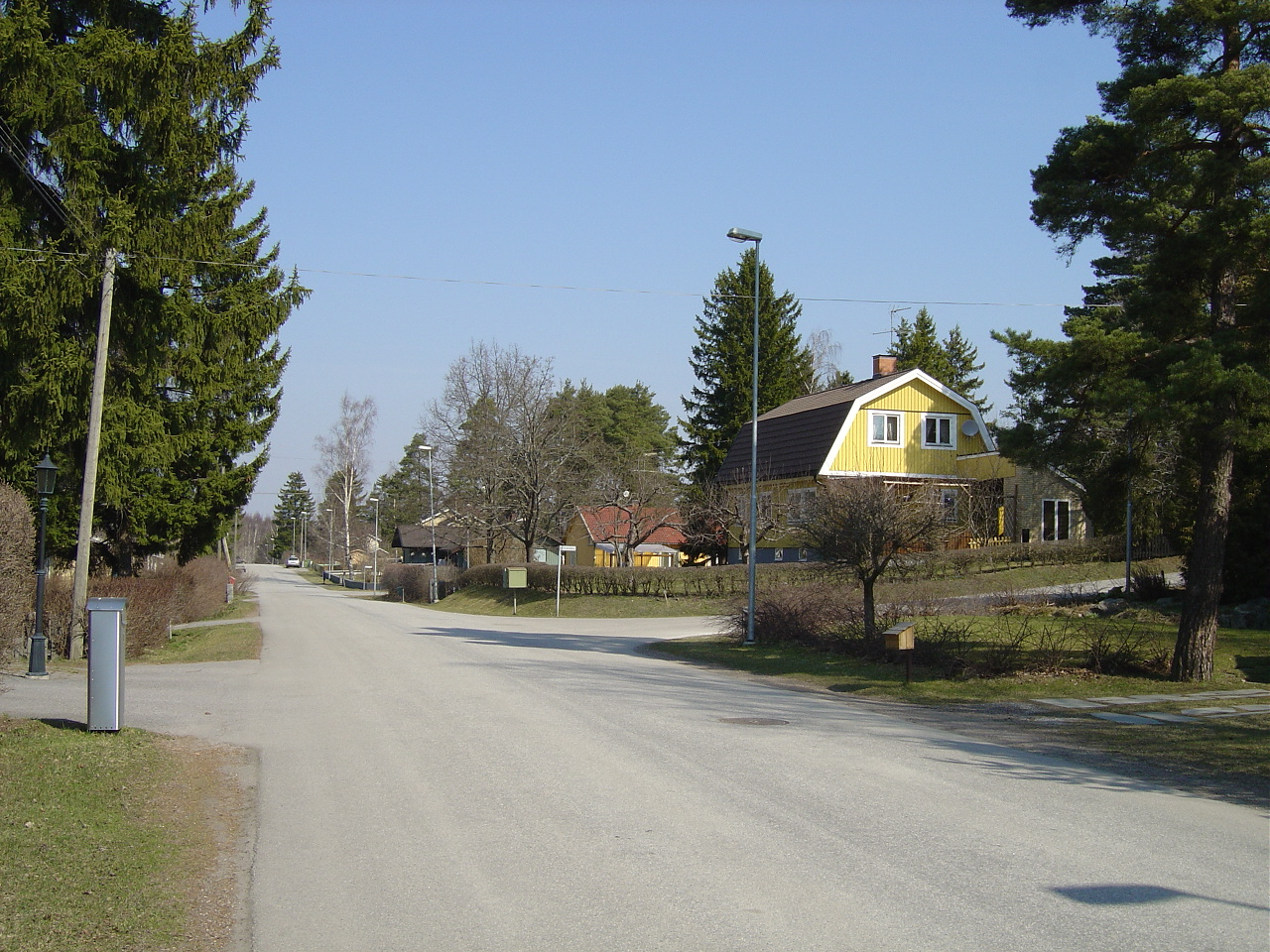
Norrängsvägen i villaområdet Ormsta i april 2004.

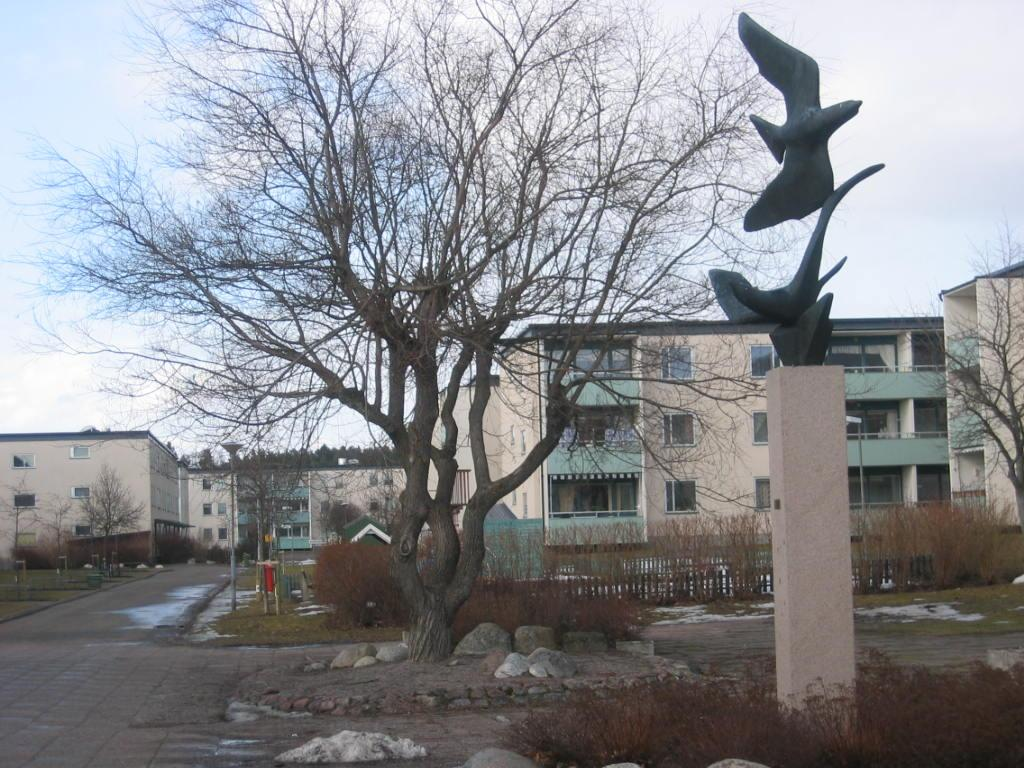
Sörgårdens torg i april 2006. Till höger skulpturen Fåglarna av Axel Wallenberg.

- Bällsta
- Bällstalund
- Karlberg
- Kragstalund
- Ormsta
- Rickeby
- Södra Haga
- Sörgården och Norrgården
- Uthamra
- Åby
- Vallentuna centrum
- Bällstaberg
- Snapptuna
- Ekeby
- Västanberga
- Rosengården
- Nyby

## Kommunikationer
Vallentuna trafikförsörjs av bussar samt av Roslagsbanan. Inom Täbydelen av tätorten har Roslagsbanan en station; Täby Kyrkby. Inom Vallentunadelen av tätorten finns ytterligare fyra hållplatser: Ormsta, Vallentuna, Bällsta och Kragstalund. Norr om Ormsta ligger stationerna Molnby, Lindholmen, Frösunda, Ekskogen och slutstationen Kårsta.
Vallentuna fick en station redan när järnvägen Stockholm–Rimbo invigdes 1885. Kring denna har sedan bebyggelsen vuxit upp. De andra hållplatserna har tillkommit senare.
Biltrafiken går bland annat längs den nyare Arningeleden (länsväg 264), den gamla förbindelsen Stockholmsvägen, vilken leder till Täby kyrkby, samt länsväg 268 som går mellan Vallentuna och Upplands Väsby. I centrala Vallentuna har ett stort byggprojekt slutförs där bland annat den gamla plankorsningen, det så kallade bomkorset eller röda korset, tagits bort. Trafikplatsen består av en rondell som är överbyggd av dubbla järnvägsspår. Det blir alltså en planskild korsning som både förbättrar trafiksäkerheten och medger tätare turer för tågen. För bilister, cyklister och fotgängare blir det lätt och smidigt att ta sig under järnvägen, och in till Vallentuna centrum.
2015 stod även moderniseringen av Roslagsbanan klar och man har byggt ut banan så att den numer är dubbelspårig. Det har även lagts till olika ljudbarriärer på sträckan. 2016 började man i Molnby bygga en depå till Roslagsbanan. Man inledde också arkeologiska undersökningar.

## Kultur

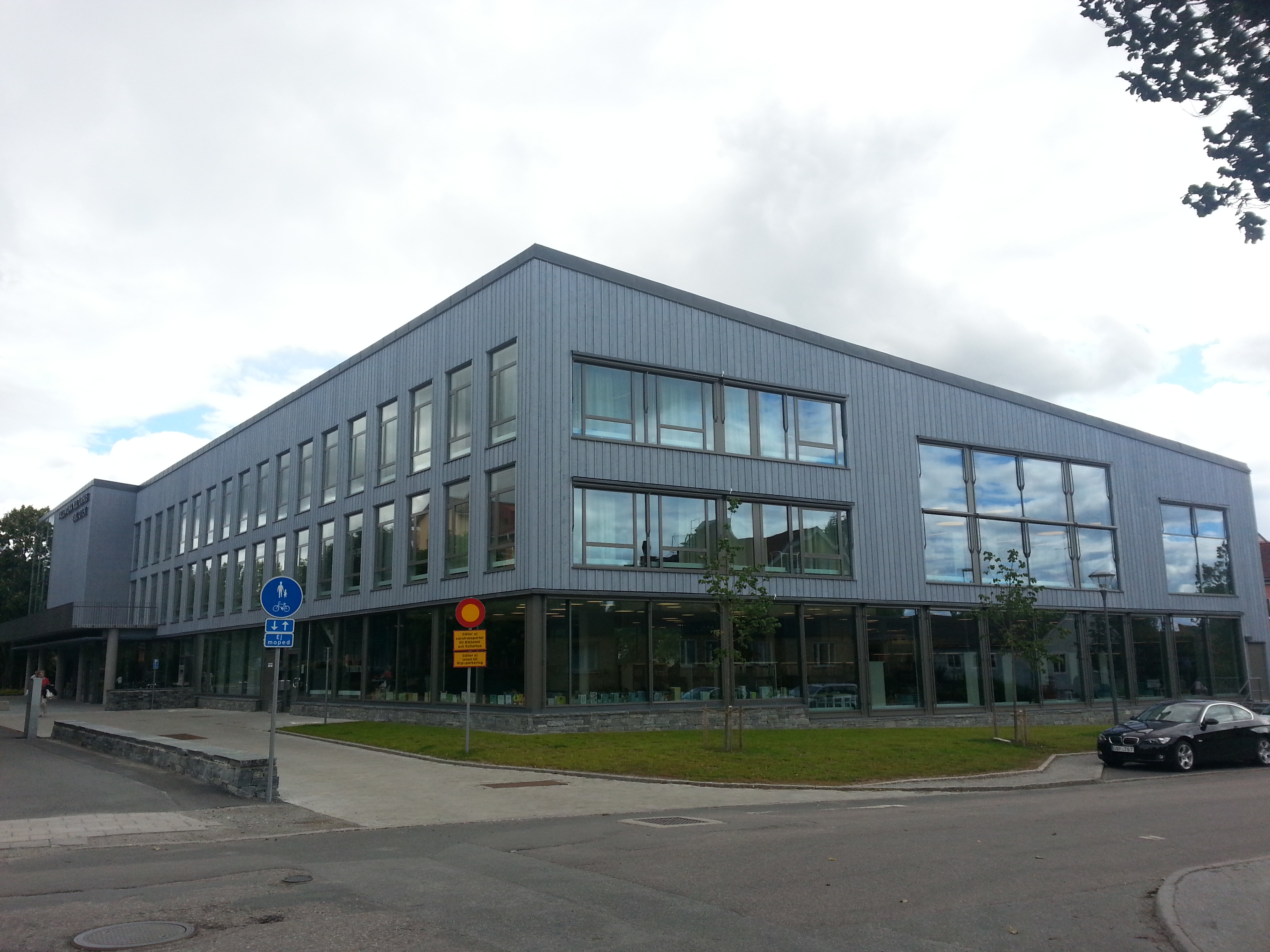
Det nya kulturhuset i Vallentuna

Vallentuna kulturhus stod klart i slutet av 2012. Det finns också ett flertal olika runristningar och det är gamla vikingatrakter där det finns flera olika lämningar. Man samarbetar med Täby kommun för att bibehålla Runriket, som är ett antal platser runt Vallentunasjön med vikingaanknytning.

### Lokala medier
Det finns flera lokala nyhetsmedier i Vallentuna: Vallentuna Nyheter, Vallentuna Nya Tidning, Vallentuna Fria och Mitt i VallentunaSteget. Mitt i Vallentuna slogs ihop med VallentunaSteget 2009 och bildade då Mitt i VallentunaSteget.

## Sport och motion
- Fotboll: Vallentuna BK:s herrar spelar i Division 3 Östra Svealand och Vallentuna DF:s damer spelar i Division 3A.
- GoIF Kåre fotbollslag spelar i division 6 och kommer från glesbygden Kårsta
- Ormsta BK är ett fotbollslag som främst bedrivs av idrottande ungdomar
- Volleyboll: Vallentunas främsta klubb är volleybollklubben Elverket Vallentuna.
- Ishockey: Ishockeyklubbarna IF Vallentuna BK och Ormsta Hockey spelar sina hemmamatcher i Vallentuna ishall.
- Orientering: Orienteringsklubben Vallentuna/Össeby OL deltar med både herr- och damlag i 10-mila.
- Skridskoåkning: Vintertid åks långfärdsskridsko på Vallentunasjöns is. Starten på distansloppet Krogrännet gick t.o.m. 2013 i Kyrkviken, Vallentunasjöns nordligaste punkt, men sedan ändrades loppets sträckning.
- Roslagsleden passerar genom Vallentuna.
- Vallentuna Scoutkår av NSF.
- Vallentuna Scoutkår.
- Handboll: Vallentuna Handbollsklubb spelar sina hemmamatcher i Vallentuna sporthall.
- Innebandy: Vallentuna IBK

## Sevärdheter

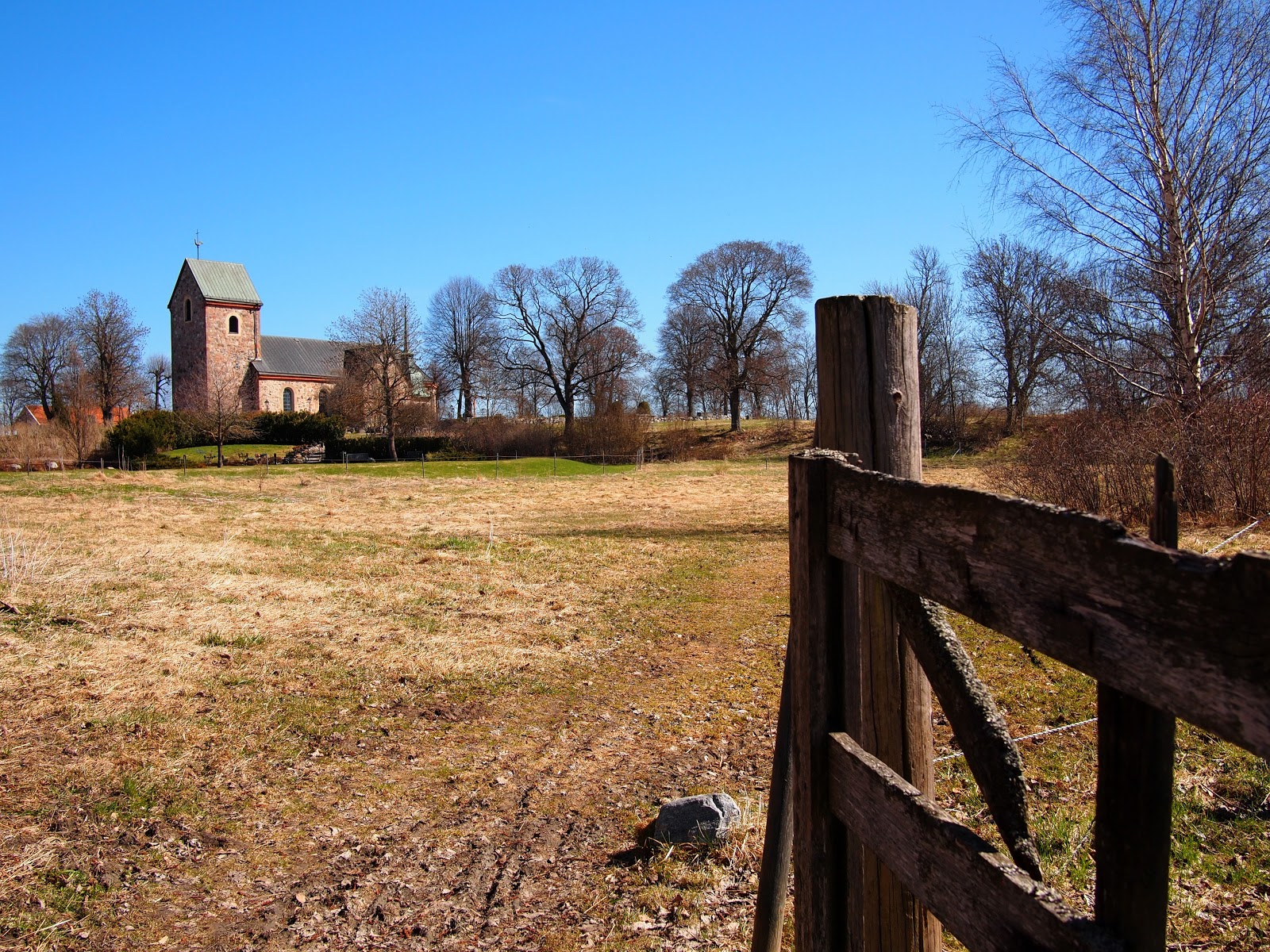
Vallentuna kyrka, vy från baksidan.

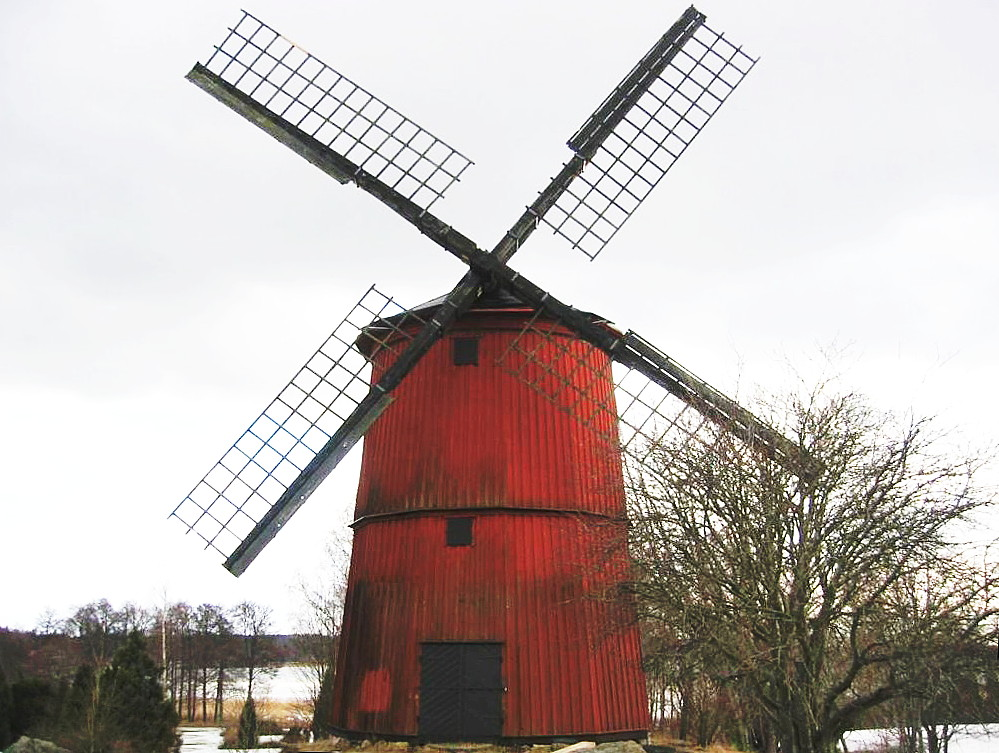
Väsby kvarn i april 2006. Kvarnen brann ned till grunden natten till den 30 mars 2008. Idag har man återuppfört kvarnen

- Vallentuna kyrka, en medeltida kyrka
- Runriket Täby-Vallentuna. Kring Vallentunasjön finns en stor koncentration av runstenar, cirka 50 stycken. Runriket berättar om runstenarnas tid och släkterna som bodde runt Vallentunasjön på 1000-talet.